# Sergij Kušnirjuk
Sergij Georgijovič Kušnirjuk (ukrajinsko Сергій Георгійович Кушнірюк), ukrajinski sovjetski rokometaš, ukrajinski rokometni trener, * 15. marec 1956.
Leta 1976 je na poletnih olimpijskih igrah v Montrealu v sestavi sovjetske rokometne reprezentance osvojil zlato olimpijsko medaljo in na naslednjih igrah še srebrno olimpijsko medaljo.